# Brachelia leocrates
Brachelia leocrates är en tvåvingeart som först beskrevs av Walker 1849.  Brachelia leocrates ingår i släktet Brachelia och familjen parasitflugor. Inga underarter finns listade i Catalogue of Life.